# Coscinocera hercules
Coscinocera hercules este o specie de molie din familia Saturniidae, endemică din Noua Guinee și Australia de Nord.

## Descriere

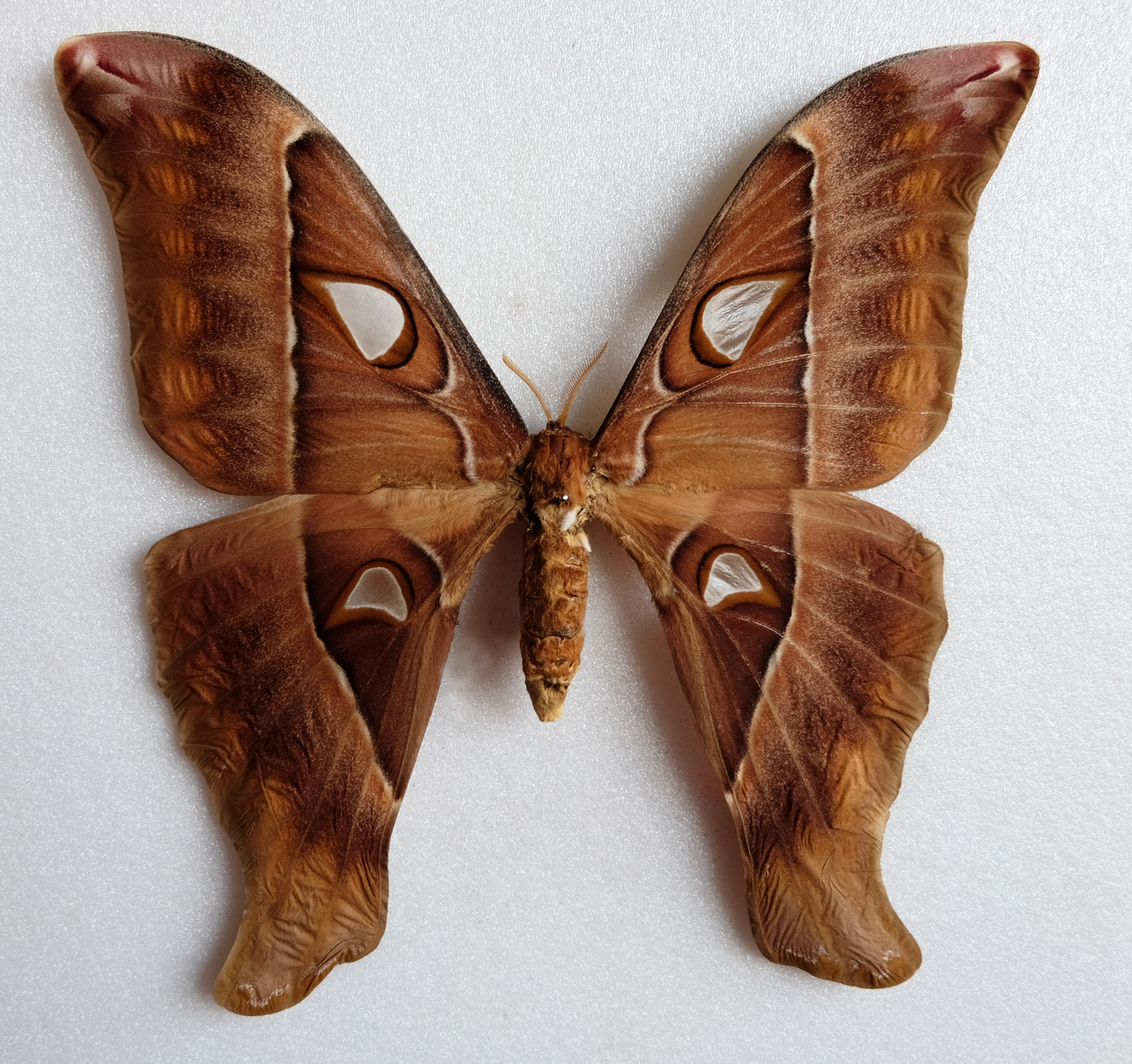
Femelă

Are o anvergură de aproximativ 27 cm, fiind cea mai mare specie de molie din Australia, și printre cele mai mari din lume.
Larvele au ca principală sursă de hrană Polyscias elegans, Glochidion ferdinandi, Dysoxylum muelleri, Prunus serotina, Timonius rumphii, dar mănâncă și alte plante în captivitate.